# Tobias Forge
Tobias Jens Forge (Linköping, Suécia, 3 de março de 1981) é um cantor e multi-instrumentista sueco. Ele é o  fundador da banda Ghost e o vocalista por trás dos personagens Papa Emeritus I, II, III, IV. Este último foi introduzido na história da banda como Cardinal Copia, até que foi consagrado Papa como os demais. Atualmente este personagem é chamado de Frater Imperator,  tendo se tornado secundário com a assunção do personagem mais recente de Tobias, o Papa V Perpetua. Forge ganhou grande notoriedade no rock devido à sua versatilidade vocal, criatividade musical e teatral, e modelo de composição com o Ghost.

## Vida pessoal
Forge é casado e pai de gêmeos fraternos, um filho chamado Morris e uma filha chamada Minou. Minou canta em "Ashes", faixa de abertura de Prequelle. Morris aparece no cover do Ghost da música "Enter Sandman", do Metallica, que Forge gravou para apoiar o Camp Aranu'tiq, um acampamento de verão para jovens transgêneros.
Seu irmão Sebastian, que era treze anos mais velho, teve grande influência sobre ele e o apresentou a filmes e músicas como Siouxsie and the Banshees, Kim Wilde, Rainbow, Kiss e Mötley Crüe ainda muito jovem. Sebastian morreu de doença cardíaca no dia 12 de março de 2010, no mesmo dia em que o Ghost lançou suas primeiras músicas demo online.
Forge declarou que quando adolescente ele "inquestionavelmente [jogou] [suas] mãos nas mãos de Satanás". Ele citou uma madrasta rigorosa, a alienação que sentia na casa dela e uma professora religiosa ainda mais rigorosa por tê-lo feito correr "de cabeça para os braços do diabo".
Forge é membro da Ordem Sueca dos Maçons.

## Carreira

### Primeiras bandas
Em 1998, Tobias Forge fundou a banda de death metal Repugnant em Estocolmo, como vocalista e guitarrista, sob o pseudônimo Mary Goore. Pouco tempo após lançarem seu único álbum de estúdio em 2002, Epitome of Darkness, a banda parou suas atividades. Eles reuniram-se novamente em 2010 para tocar no festival Hell's Pleasure, na cidade de Pößneck, Alemanha.
Paralelamente ao Repugnant, Tobias participou da banda de glam metal Crashdïet, fundada em 2000, onde ele foi um dos guitarristas.
Em 2002 ele fundou o Subvision, um grupo de rock alternativo, onde ele era o vocalista e guitarrista. Eles lançaram um EP intitulado The Killing Floor em 2004, e o álbum So Far, So Noir em 2006. Foi no Subvision que Tobias conheceu Martin Persner, que juntou-se à banda como guitarrista por volta de 2005.

### Magna Carta Cartel
Em 2006, Tobias fundou junto com os guitarristas Martin Persner e Simon Söderberg, também suecos, a banda de rock alternativo Magna Carta Cartel, que teve seu primeiro EP, Valiant Visions Dawn, lançado em 2008. Seu primeiro álbum, Goodmorning Restrained, foi lançado em 2009. Após uma sucessão de pequenos concertos, a banda parou suas atividades após Tobias, Martin e Simon fundarem o Ghost em Linköping.

### Ghost

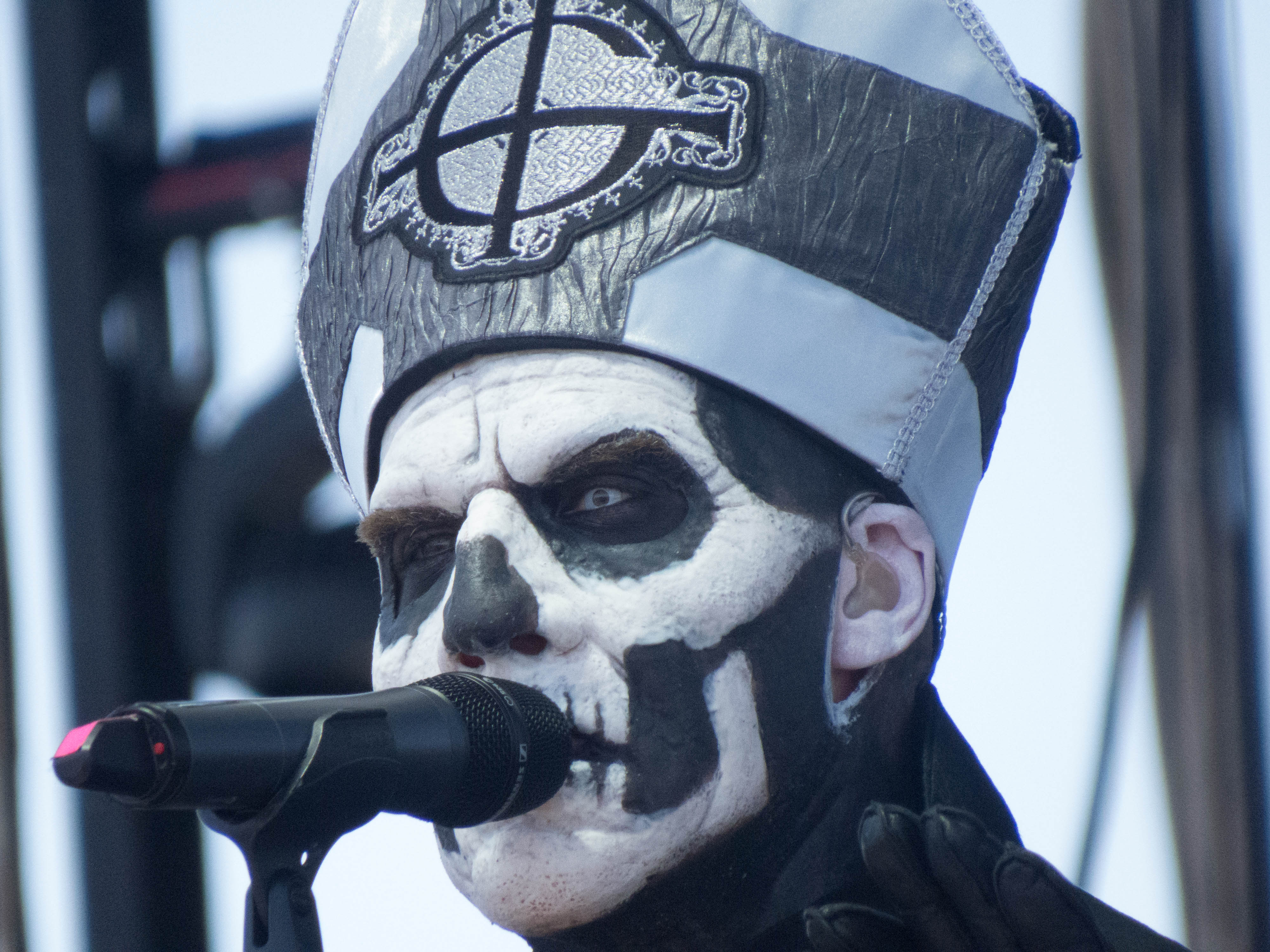
Forge como Papa Emeritus II em 2013

Em 2008, Tobias e outros músicos suecos – entre eles os guitarristas Martin Persner e Simon Söderberg – fundaram a banda Ghost. Tobias passou a encarnar o personagem Papa Emeritus, um anti-Papa demoníaco, sendo o vocalista da banda desde então. A identidade do Papa Emeritus e dos demais membros – chamados Nameless Ghouls – foram mantidas em segredo.
O Ghost lançou seu primeiro álbum, Opus Eponymous, em 2010. Durante um concerto no final de 2012 na cidade-natal da banda, Linköping, o Papa Emeritus foi "aposentado" e o "novo" vocalista da banda, Papa Emeritus II, foi apresentado – o Papa Emeritus II também é encenado por Tobias, mas com diferentes trajes.
Por razões comerciais, em 2013 a banda foi obrigada a adotar o nome Ghost BC. Também em 2013 foi lançado o segundo álbum da banda, Infestissumam.
A controvérsia sobre o nome da banda perdurou até 2015, quando foi possível retornar ao nome inicialmente idealizado, Ghost. Neste mesmo ano ocorreu o lançamento do terceiro álbum, Meliora, e com ele foi introduzido o Papa Emeritus III.
Em abril de 2017 todos os demais membros do Ghost deixaram a banda, revelaram suas identidades, e entraram com um processo judicial contra Tobias Forge pedindo o recebimento de cachês não pagos. Na ocasião, a identidade de Tobias como Papa Emeritus – até então nunca divulgada – foi oficialmente confirmada. Após o processo vir a público, Tobias declarou que o Ghost "nunca foi formado como uma banda", sendo essencialmente um projeto individual seu.
Em abril de 2018 Tobias introduziu um novo personagem: o Cardinal Copia, que inicialmente era um personagem que não integrava a linhagem dos irmãos Emeritus. Com o tempo Tobias revelou, através dos capítulos criados para contar a história por trás da banda, disponíveis no YouTube, que Copia é meio irmão dos demais, todos filhos de Papa Nihil (ou Zero).
Copia foi consagrado Papa Emeritus IV em março de 2020, tendo sido o frontman do Ghost até o lançamento do filme da banda em 2024, chamado de Rite Here, Rite Now.
No filme o personagem é promovido (ou demovido, segundo sua própria interpretação) para líder administrativo do Clero, ficando os vocais da banda a cargo do seu sucessor, até então desconhecido.
Em março de 2025, com o lançamento do single "Satanized", Forge apresenta o novo cantor da banda, o Papa V Perpetua. Nos capítulo disponíveis no YouTube, que contam a história da banda, revela-se que V é irmão gêmeo de Frater.
Papa V Perpetua é o atual vocalista da banda, liderando os Nameless Ghouls na turnê mundial Skeletour, do álbum Skeletá. A turnê começou em 15 de abril de 2025, mas o álbum só foi lançado no dia 25 de abril de 2025.

## Cinema
Dirigido por Forge e Alex Ross Perry, em 20 de junho de 2024, Rite Here Rite Now foi lançado nos cinemas globalmente pela Trafalgar Releasing.
O filme inclui uma história narrativa baseada em uma websérie produzida pela banda, que incorpora personagens fictícios e a história que os cerca.

## Outros trabalhos

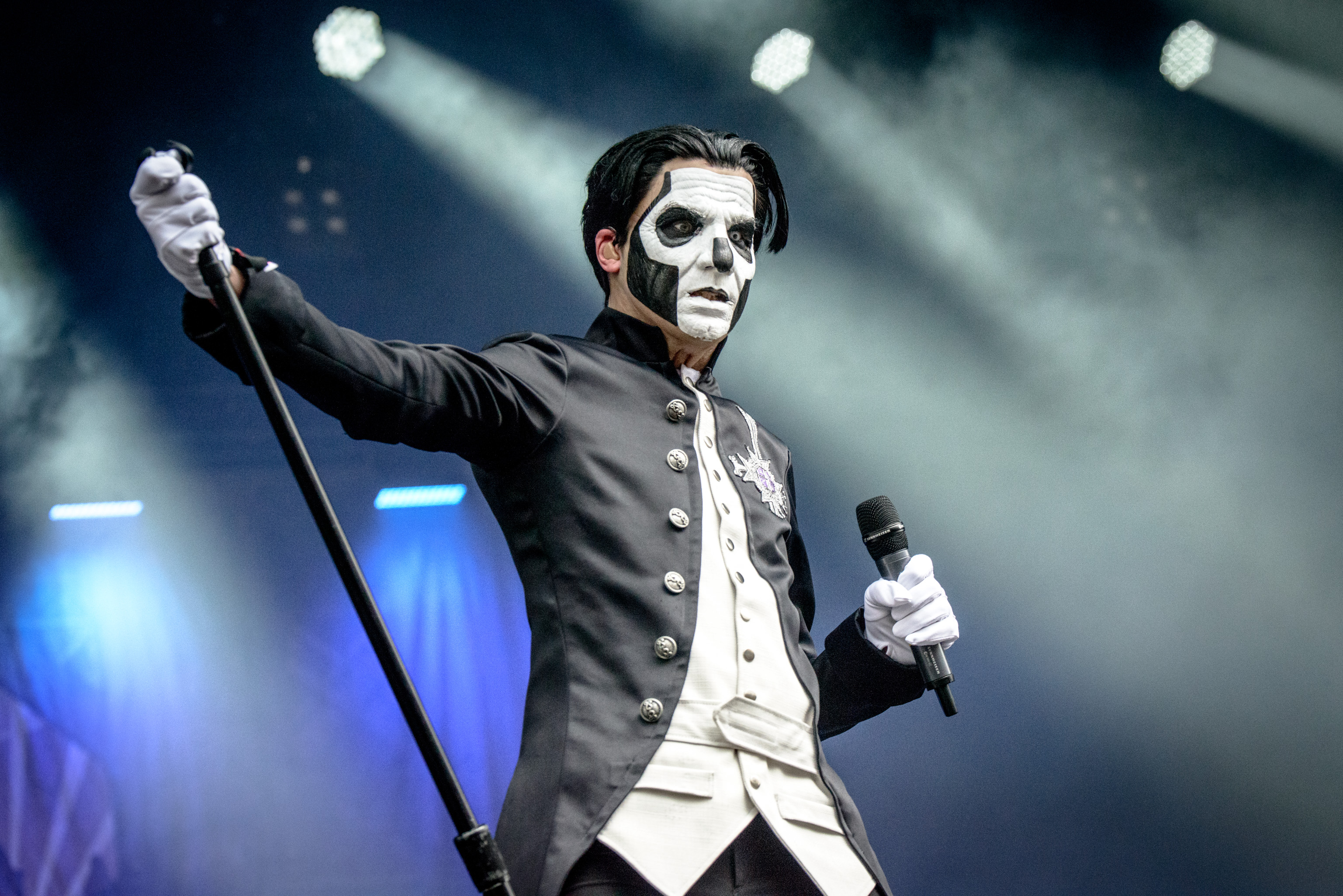
Forge como Papa Emeritus III em 2016

Forge, como Papa Emeritus III, aparece como convidado na versão exclusiva em vinil de "House of Doom", do Candlemass, em maio de 2018. Como Cardinal Copia, ele se juntou aos membros do Candlemass e Vargas e Lagola para uma apresentação ao vivo de "Enter Sandman" na frente do Rei Carlos XVI Gustavo da Suécia e da Rainha Silvia da Suécia durante uma cerimônia em 14 de junho de 2018 homenageando o Metallica com o Polar Music Prize. Cardinal Copia também faz uma aparição na música "I'm Not Afraid" do álbum A Million Degrees do Emigrate de novembro de 2018. Em 22 de janeiro de 2021, Papa Emeritus IV juntou-se aos Hellacopters no game show da televisão sueca På spåret para apresentar um cover de "Sympathy for the Devil". Papa Emeritus IV também apareceu no Guaranteed Rate Field em 22 de setembro de 2022 para fazer o primeiro arremesso cerimonial do jogo de beisebol entre Chicago White Sox e Cleveland Guardians. Forge também apareceu no último episódio da série Clark, da Netflix, que foi ao ar em maio de 2022.

## Discografia
| Álbuns de estúdio - Opus Eponymous (2010) - Infestissumam (2013) - Meliora (2015) - Prequelle (2018) - Impera (2022) - Skeletá (2025) EPs - If You Have Ghost (2013) - Popestar (2016) - Seven Inches of Satanic Panic (2019) - Phantomime (2023) Álbuns de estúdio - Epitome of Darkness (2006) EPs - Hecatomb (1999) - Premature Burial (2004) | Álbuns de estúdio - So Far So Noir (2006) EPs - Brilliant Music for Stupid People (2003) - Pearls for Pigsnawps (2003) - The Killing Floor E.P. (2004) Álbuns de estúdio - Goodmorning Restrained (2009) EPs - Valiant Visions Dawn (2008) |